# 270 Dywizja Piechoty ’42 (III Rzesza)
270 Dywizja Piechoty (niem. 270. Infanterie-Division) – niemiecka dywizja z czasów II wojny światowej, sformowana w Tromsø na mocy rozkazu z 21 kwietnia 1942 roku, poza falą mobilizacyjną przez X Okręg Wojskowy.

## Struktura organizacyjna
- Struktura organizacyjna w maju 1943 roku:

341. pułk grenadierów, 856. forteczny pułk grenadierów, 270. oddział artylerii, 270. kompania pionierów, 270. kompania przeciwpancerna;
- Struktura organizacyjna w 1945 roku:

341. pułk grenadierów, 501. forteczny pułk grenadierów (643. i 648. batalion forteczny), 270. oddział artylerii, 270. kompania pionierów, 270. kompania przeciwpancerna;

## Dowódcy dywizji
- Generalleutnant Ralf Sodan IV 1942 – 17 VIII 1943;
- Generalleutnant Hans Brabänder 17 VIII 1943 – 8 V 1945;